# Чапаевка (Ершовский район)
Чапа́евка — село Ершовского района Саратовской области, на берегу реки Большой Кушум.

## Население
| 1859 | 1889 | 1910 | 1926 | 2002 | 2010 |
| ---- | ---- | ---- | ---- | ---- | ---- |
| 180  | ↗190 | ↗420 | ↘387 | ↗763 | ↘568 |

## История
Деревня Новая Столыпинка была основана в 1848 году в результате перевода из деревни Кошкинка, сельца Бельково и деревни Усад Меленковского уезда Владимирской губернии помещичьих крестьян, принадлежащих Николаю Алексеевичу Столыпину, сыну полковника Лейб-гвардии гусарского полка Алексея Григорьевича Столыпина, приходящегося двоюродным дядей М. Ю. Лермонтову. Земля, на которой была основана деревня Новая Столыпинка, была приобретена в 1825 году предводителем дворянства Пензенской губернии, кригсцалмейстером Григорием Даниловичем Столыпиным у полковника, командира Таврического гренадерского полка Степана Герасимовича Соболевского. До 1851 года деревня входила в состав Саратовской губернии, затем в период до 1928 года — в состав Самарской губернии. В Самарской губернии деревня Новая Столыпинка входила в состав Каменно-Сарминской волости Николаевского уезда. В апреле 1923 года деревня была переименована в Чапаевку.

## Инфраструктура
На территории села Чапаевка расположены школа, детский сад, сельский клуб, фельдшерско-акушерский пункт, библиотека.
В Чапаевке расположен известный бальнеологический и грязелечебный курорт им. В. И. Чапаева (ранее называвшийся Столыпинские минеральные воды).
В селе Чапаевка установлен обелиск погибшим в годы Великой Отечественной войны и Гражданской войны. В 1955 году в селе был установлен обелиск «Слава труду», а 5 сентября 1960 года на территории курорта состоялось торжественное открытие памятника В. И. Чапаеву.
В 2012 году в селе Чапаевка по благословению епископа Покровского и Николаевского Пахомия открылся православный приход, который был организован в доме, где ранее проживала Клавдия Никитична Самсонова. 17 апреля 2012 года состоялось первое богослужение в храме во имя святых бессребреников Космы и Дамиана. В 2013 году был установлен и освящён новый купол храма.
| Деревня Новая Столыпинка (Чапаевка) в составе Самарской губернии | Деревня Новая Столыпинка (Чапаевка) в составе Самарской губернии | Деревня Новая Столыпинка (Чапаевка) в составе Самарской губернии                                                                                       | Деревня Новая Столыпинка (Чапаевка) в составе Самарской губернии               | Деревня Новая Столыпинка (Чапаевка) в составе Самарской губернии |
|                                                                  | 1859 год                                                         | 1889 год | 1910 год                                                                       | 1926 год                                                         |
| ---------------------------------------------------------------- | ---------------------------------------------------------------- | --- | ------------------------------------------------------------------------------ | ---------------------------------------------------------------- |
| Число дворов                                                     | 36                                                               | 45 | 58                                                                             | 87                                                               |
| Число жителей мужского пола                                      | 100                                                              | 82 (ревизских) | 198                                                                            | 173                                                              |
| Число жителей женского пола                                      | 80                                                               | 108 | 222                                                                            | 214                                                              |
| Примечание                                                       | Источник серных вод                                              | Ветряная мельница, имение дворянина Н. А. Столыпина, лечебное заведение «Столыпинские минеральные воды» (серно-железист.), в аренде у доктора Ивенсена | Минеральные воды, лечебный курорт Московского банка, церковно-приходская школа |                                                                  |